# Budzîn, Tlumaci
Budzîn (în ucraineană Будзин) este localitatea de reședință a comunei Budzîn din raionul Tlumaci, regiunea Ivano-Frankivsk, Ucraina.

## Demografie
Componența lingvistică a localității Budzîn
     Ucraineană (99,6%)
     Alte limbi (0,4%)
Conform recensământului din 2001, majoritatea populației localității Budzîn era vorbitoare de ucraineană (99,6%), existând în minoritate și vorbitori de alte limbi.

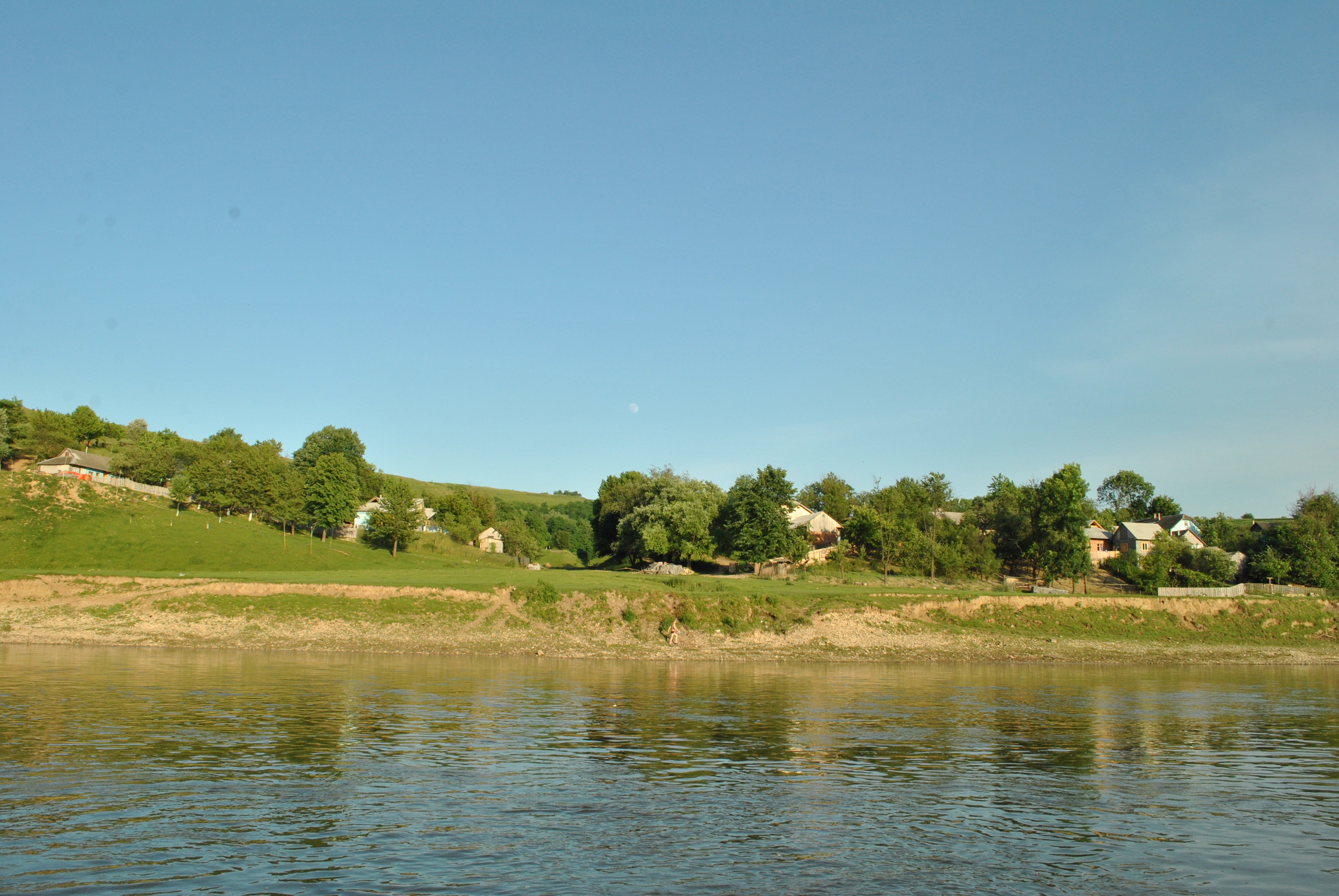